# Boyd Kestner
Boyd Kestner (ur. 23 listopada 1964 w Manassas w stanie Wirginia) – amerykański aktor, scenarzysta i producent filmowy.
Urodził się jako jeden z bliźniaków - ma brata Bryana Kestnera, który został także aktorem. Studiował aktorstwo z Janet Alhanti w Los Angeles oraz Sandra Lee's Actors Study w Nowym Jorku i pod kierunkiem Grega Zitela.

## Wybrana filmografia

### Filmy fabularne
- 1987: Uciekinier (The Running Man) jako Yuppie Yeller
- 1992: Pajęczyna zbrodni (Somebody's Daughter, TV) jako Toby
- 1992: Zabójcza Lolita (Amy Fisher: My Story, TV) jako Paul Makely
- 1994: Ray Alexander: A Taste for Justice (TV) jako Brad Dexter
- 1996: Gdy uśmiechają się anioły (Entertaining Angels: The Dorothy Day Story) jako Lionel Moise
- 1997: G.I. Jane jako 'Wick' Wickwire
- 1998: Koszmarna wizja (Cleopatra's Second Husband) jako Zack Tyler
- 1998: Bubba i Ike (Bubba and Ike) jako Ike
- 1999: Córka generała (The General's Daughter) jako kpt. Jake Elby
- 1999: Droga przez życie (Goosed) jako Joey Murphy
- 1999: Sztuka zabijania (The Art of Murder) jako Tony Blanchard
- 2000: Piekielny rój (Hell Swarm, TV) jako Billy Sabbath
- 2001: Helikopter w ogniu (Black Hawk Down) jako Goffena
- 2001: Snakeskin jako Seth
- 2001: Hannibal jako Agent Specjalny Burke
- 2002: Astronauci (Astronauts) jako Steve Masse
- 2002: Boskie sekrety siostrzanego stowarzyszenia Ya-Ya (Divine Secrets of the Ya-Ya Sisterhood) jako dorosły Shep Walker, Jr.
- 2004: Until the Night jako David
- 2006: Rodzina (Family) jako Eldon
- 2006: Mroczna fascynacja (The Insatiable) jako detektyw Michael Loper
- 2008: Appaloosa jako Bronc
- 2010: Złoto Hanny (Hanna's Gold) jako Frank
- 2012: Agresja (The Aggression Scale) jako Bill
- 2013: Trust Me jako starszy ochroniarz
- 2014: The Big Bad City jako detektyw Scheck
- 2023: Stara szkoła (The Old Way) jako Robert McCallister

### Seriale TV
- 1990: Outsiderzy (The Outsiders) jako Darrel 'Darry' Curtis
- 1992: Knots Landing jako Alex Barth
- 1993: Diagnoza morderstwo (Diagnosis Murder) jako Tommy Raffanti
- 1995: Diagnoza morderstwo (Diagnosis Murder) jako Roger Davis
- 2000: Ally McBeal jako dr Greg Barrett
- 2004: CSI: Kryminalne zagadki Miami jako Jeff Latham
- 2014: Agenci T.A.R.C.Z.Y. jako agent Lumley